# حرس مينيسوتا الوطني
«حرس مينيسوتا الوطني» (بالإنجليزية: Minnesota National Guard)‏ هو الحرس الوطني لولاية مينيسوتا، الولايات المتحدة. لديها أكثر من 13,000 جندي وطيار، وتخدم في 61 مجتمعًا عبر الولاية.
يكلف دستور الولايات المتحدة على وجه التحديد الحرس الوطني ببعثات اتحادية. الحرس الوطني هو القوة العسكرية الوحيدة للولايات المتحدة المخولة للعمل في وضع الدولة. تتراوح هذه الوظائف من الإجراءات المحدودة خلال الحالات غير الطارئة إلى تطبيق القانون العرفي على نطاق واسع عندما لا يستطيع المسؤولون المحليون عن تطبيق القانون الحفاظ على السيطرة المدنية. يجوز استدعاء الحرس الوطني في الخدمة الفيدرالية استجابة لدعوة من الرئيس أو الكونغرس.
عندما يتم استدعاء قوات الحرس الوطني للخدمة الفيدرالية، يعمل الرئيس كقائد عام. المهمة الفيدرالية المعينة للحرس الوطني هي:«توفير وحدات مدربة ومجهزة بشكل جيد للتعبئة السريعة للحرب أو الطوارئ الوطنية أو حسب الحاجة.»
يجوز للحاكم أن يدعو أفرادًا أو وحدات من الحرس الوطني في مينيسوتا إلى خدمة الدولة أثناء حالات الطوارئ أو للمساعدة في المواقف الخاصة التي يمكن استخدامها في استخدام الحرس الوطني. تتمثل مهمة الولاية المعينة للحرس الوطني في: «توفير قوات مدربة ومنضبطة لحالات الطوارئ المحلية أو كما ينص قانون الولاية على خلاف ذلك».

## الوحدات الرئيسية

### مقر القوة المشتركة للحرس الوطني في مينيسوتا
لدى الحرس الوطني في مينيسوتا وحدات في 62 مجتمعاً على مستوى الولاية. يقع مقر القوة المشتركة للحرس الوطني في مينيسوتا في مجمع سانت بول كابيتول.

### فرقة المشاة 34
تشرف فرقة المشاة الرابعة والثلاثين في روزماونت على تدريب وعمليات ثمانية ألوية من الحرس الوطني في ست ولايات مختلفة. تُعرف فرقة المشاة الرابعة والثلاثين باسم ريد بولز، وهي قادرة على نشر مركز القيادة الرئيسي، ومراكز القيادة التكتيكية وكتيبة القوات الخاصة من أجل توفير القيادة والسيطرة لكتائب الجيش.
قاتلت فرقة المشاة الرابعة والثلاثين في الحرب العالمية الثانية واستمرت عندما تولى القسم السيطرة على الفرقة الأمريكية جنوب العراق، في مايو 2009.

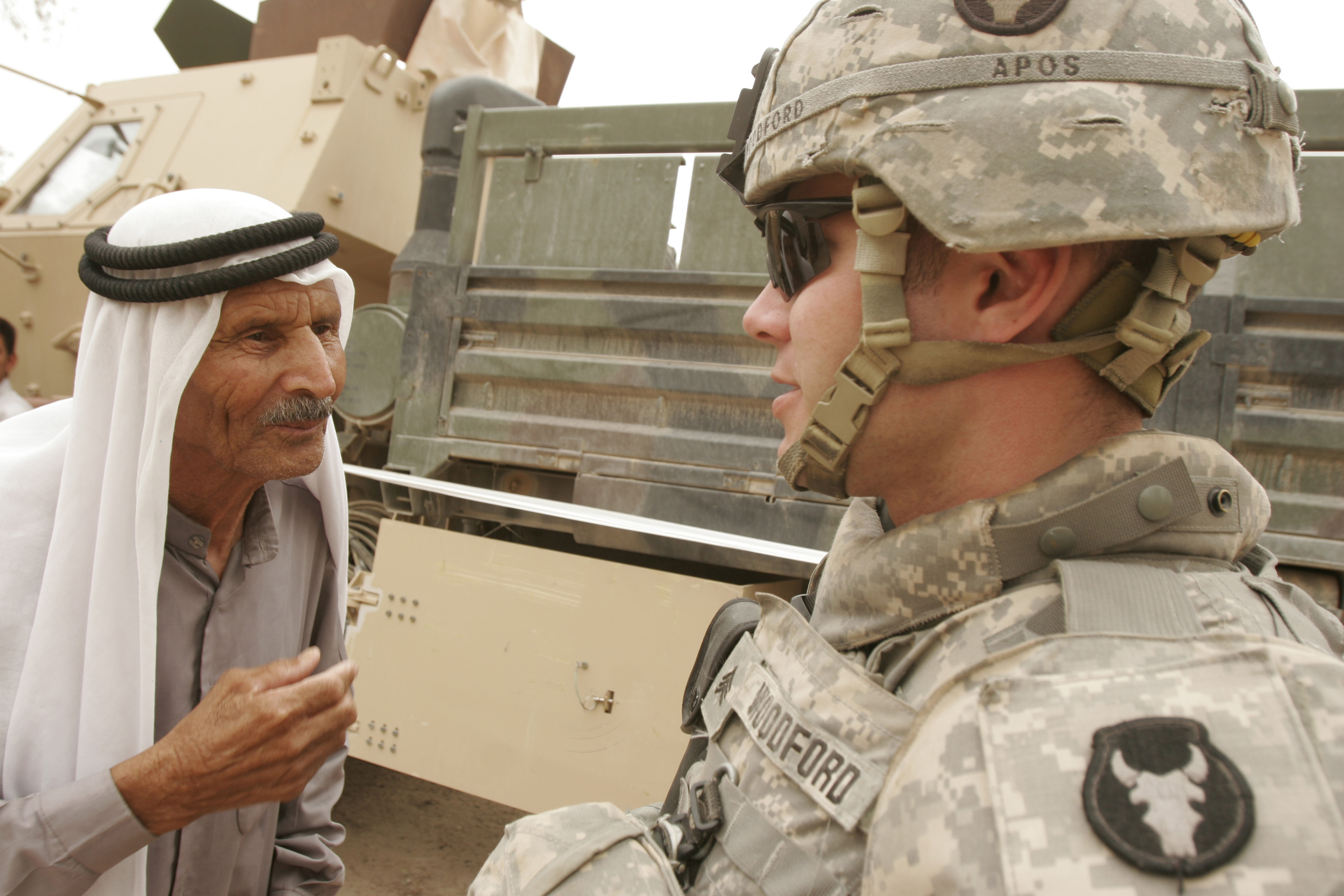
مدني عراقي يتحدث مع فرد من الريد بولز.

قدم الريد بولز القيادة والسيطرة على القوات العسكرية في الثلث الجنوبي من العراق. المنطقة التي أُحتلت والمعروفة باسم القسم الجنوبي للولايات المتحدة، هي جغرافيا حول حجم ولاية مينيسوتا وهي أكبر قطاع في العراق. مقرها الرئيسي في قاعدة العمليات الطارئة في البصرة، قاد أكثر من 1200 جندي مواطن من ولاية مينيسوتا قوة قوامها حوالي 14000 جندي أمريكي في تسع محافظات من أصل 18 محافظة عراقية.

### اللواء القتالي الأول
يتكون فريق اللواء القتالي المدرع الأول في بلومنغتون من فرقة المشاة الرابعة والثلاثين من ثمانية أوامر ثانوية رئيسية. ويشكل أكثر من 5000 جندي من الكتائب والأسلحة وسلاح والمدفعية والهندسة واللواء.

### لواء الطيران القتالي

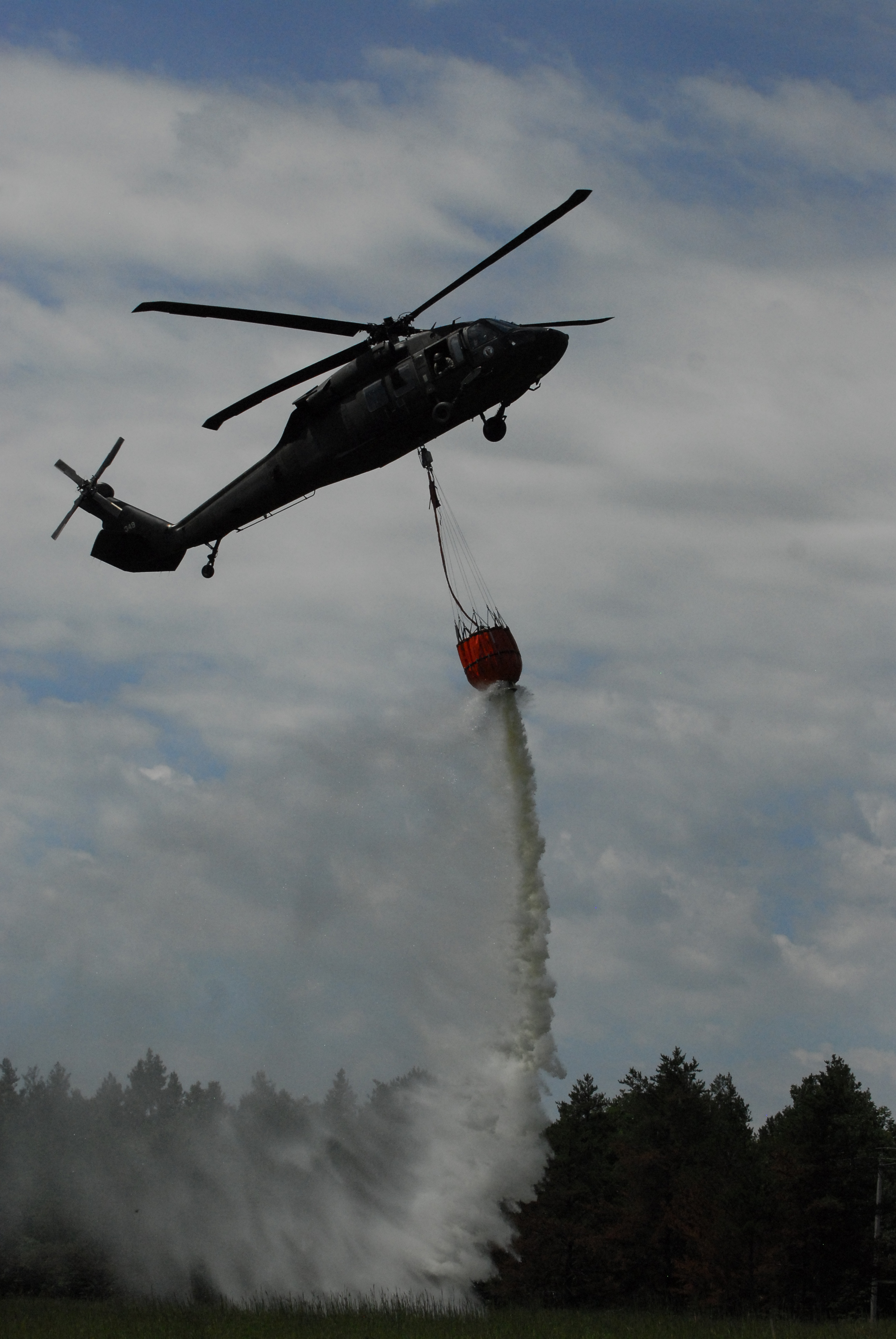
توجت فرقة المشاة الرابعة والثلاثين للواء الطيران القتالي بطاقم اختبار المسابقات للعمليات المحلية في عمليات القاذفة ودلو الماء في 21 يوليو 2010.

لواء الطيران القتالي الرابع والثلاثين الذي يتخذ من سانت بول مقراً له هو وحدة الحرس الوطني للجيش والتي تدعم فرقة المشاة الرابعة والثلاثين وولاية مينيسوتا من خلال توفير قدرات الطيران في كل من مروحيات UH-60 Black Hawk وCH-47 Chinook وC-12 Huron طائرة ثابتة الجناحين - للبعثات الفيدرالية والولائية.
والوحدات الفرعية التي تتخذ من مينيسوتا مقراً لها في الكتيبة الرابعة والثلاثين هي الكتيبة الثانية، كتيبة الهليكوبتر الهجومية رقم 147، وكتيبة دعم الطيران رقم 834، وسرية سي، والكتيبة الأولى للدعم العام للطيران، وفوج الطيران 171، وسرية ب، وسرية سي، والكتيبة الثانية، وكتيبة الدعم العام للطيران 212، وشركة سرية، و1-189 Regt، وكتيبة الدعم العام للطيران.
خارج ولاية مينيسوتا، يوفر الكابينة الرابعة والثلاثون التدريب والإرشاد التشغيلي للكتيبة الأولى، فوج الطيران 112 من الدفاع الوطني، الكتيبة الأولى، الطيران 189 بالحرس الوطني في مونتانا وميسوري والكتيبة الأولى، وفوج الطيران 183 بالحرس الوطني في ولاية أيداهو.

### جناح الجسر الجوي 133

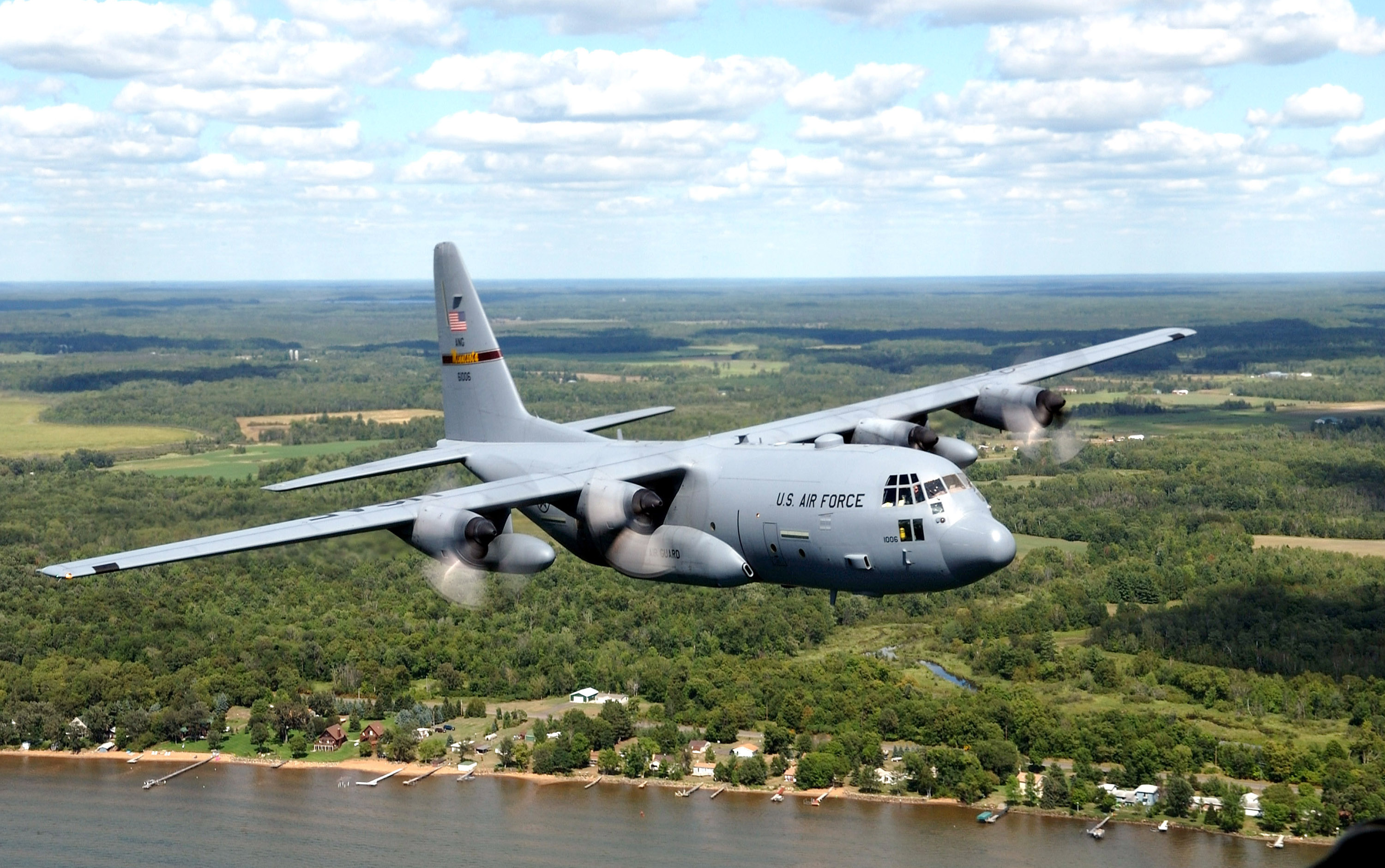
طائرة من طراز C-130H من جناح الجسر الجوي 133 تحلق على طول شاطئ بحيرة ميل لاكس في شمال ولاية مينيسوتا خلال مهمة تدريبية.

جناح الجسر الجوي 133 هو الجناح الوطني لحرس مينيسوتا ومقره في مطار مينيابوليس - سانت بول الدولي. باستخدام الجناح C-130H Hercules، يوفر الجناح لسلاح الجو الأمريكي قدرة جوية تكتيكية لنقل القوات والبضائع والمرضى الطبيين في جميع أنحاء العالم، بالإضافة إلى تزويد مواطني مينيسوتا بالعمليات المحلية ودعم الاستجابة للكوارث. تأسس في عام 1921، والمعروف باسم 133 وهو أول وحدة طيران تابعة للحرس الوطني المعترف بها فيدرالياً في البلاد.

### الجناح المقاتل 148

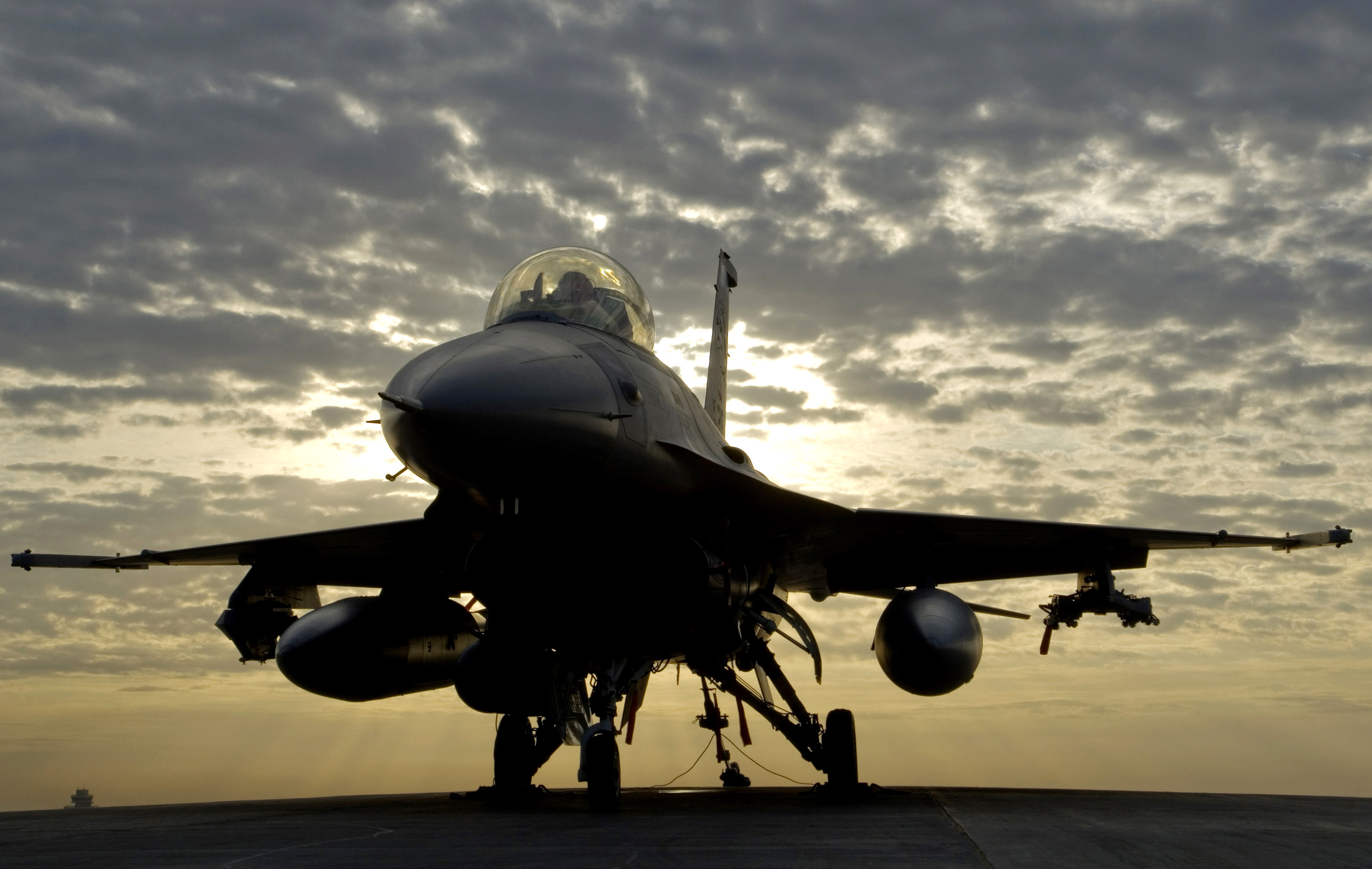
طائرة من طراز جنرال دايناميكس إف-16 فايتينغ فالكون تم تثبيتها على منصة الشحن في Joint Base Balad، في العراق في الصباح الباكر من ليلة رأس السنة الجديدة 2008.

الجناح المقاتل 148، ومقره في دولوث، يشغل الجناح طائرات جنرال دايناميكس إف-16 فايتينغ فالكون. يتكون الهيكل الكامل الجناح، والذي يشمل المقر، والاتصالات، والخدمات اللوجستية، والهندسة المدنية، وأقسام الصيانة والأمن، ومن طيارين على استعداد للاستجابة السريعة لدعم المهام الفيدرالية والولائية واحتياجات المجتمع.
هناك خمس وحدات رئيسية في جناح 148: مجموعة المقر؛ ومجموعة الصيانة؛ ومجموعة العمليات؛ والمجموعة الطبية ومجموعة دعم المهمة.

### قيادة القوات 84

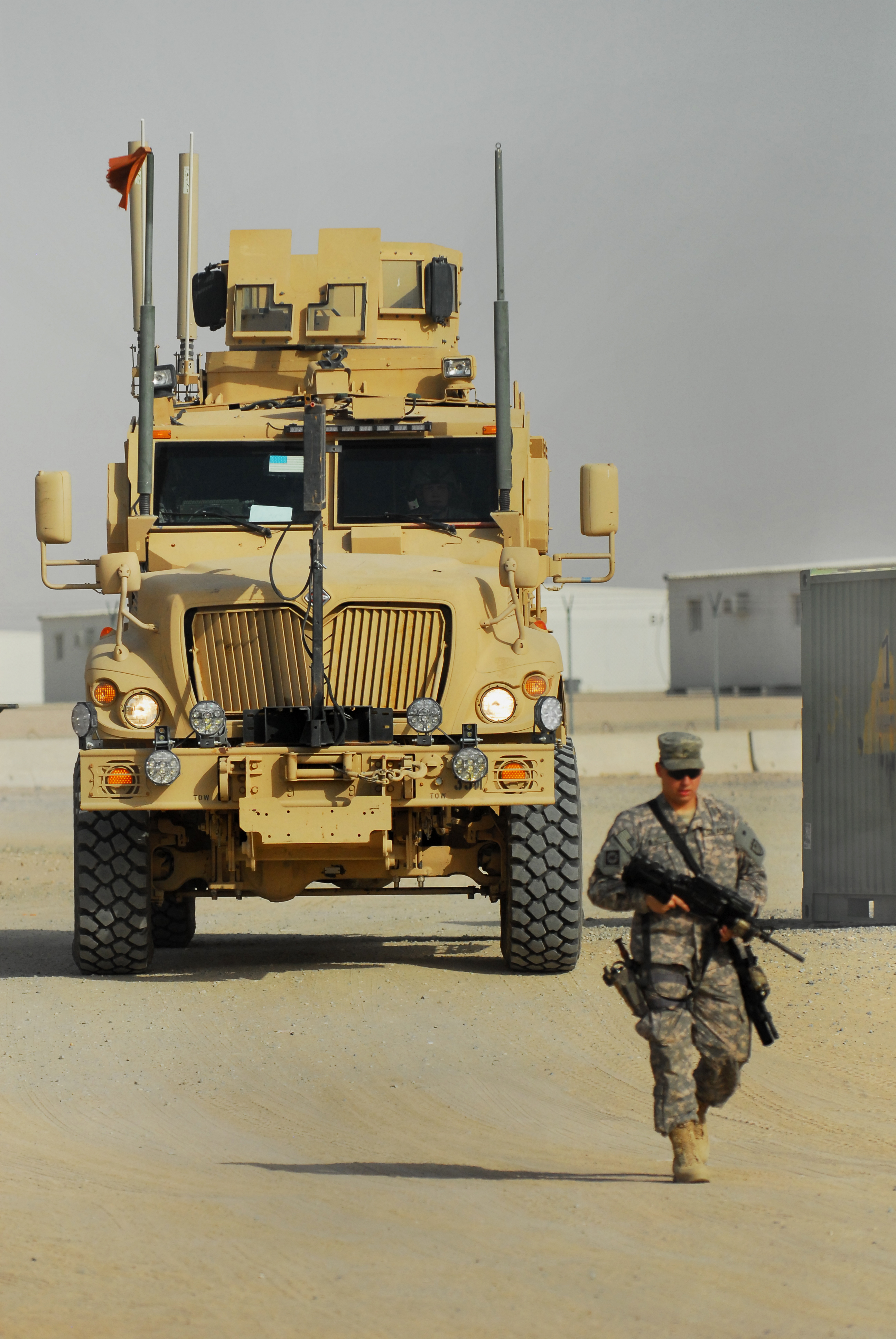
فرق مرافقة القافلة من الكتيبة الأولى، مدفعية الميدان رقم 151 (FA)، لواء الحرائق 115، قوافل الشاحنات المرافقة من الكويت إلى العراق.

تحتفظ قيادة القوات رقم 84، ومقرها في مينيابوليس، بالسيطرة على المدفعية الميدانية والشرطة العسكرية والهندسة وقوات الدعم المدني، مما يوفر قوة قادرة على أداء مجموعة متنوعة من المهام. قيادة متخصصة بمهمة فريدة من نوعها، تحتفظ قيادة القوات رقم 84 بمعايير التدريب التقليدية لتبقى على استعداد لدعم المهام الفيدرالية بالإضافة إلى كونها تتحدى مسؤولية إجراء العمليات المحلية في جميع أنحاء الولاية.
جزء كبير من العمليات الداخلية لقيادة القوات ال84 هي مسؤولية قدرات الاستجابة الكيميائية والبيولوجية والإشعاعية والنووية المحددة للغاية ضمن فريق الدعم المدني الخامس والخمسين ومجموعة قوة الاستجابة المحسنة للأسلحة الكيميائية والبيولوجية والإشعاعية والنووية.

### مجموعة الدعم الإقليمي رقم 347
مجموعة الدعم الإقليمي 347 (RSG) هي لواء الحرس الوطني التابع للجيش ومقره في روزفيل وهو قادر على توفير قوات قتالية مدربة وجاهزة. بالإضافة إلى ذلك، تم إعداد طائرة RS7 347 لدعم ولاية مينيسوتا بقوات قادرة على المساعدة في كارثة.
تتمثل مهمة فريق الدعم الإقليمي رقم 347 في نشر وتوفير عمليات الطوارئ وقاعدة البعثة، مع مسؤوليات إدارة المرافق، وتوفير الدعم الإداري واللوجستي لخدمات القوات وضمان أمن الأفراد والمرافق في معسكر القاعدة. يوفر اللواء القيادة والسيطرة على الوحدات المعينة أثناء الأمن الداخلي، والدفاع عن الوطن ومهام الدعم المدني الأخرى داخل الولايات المتحدة لتشمل إدارة استقبال القوات الداعمة، وتنظيمها، وتنقلها إلى الأمام، ودمجها.

### الفوج 175 (معهد التدريب الإقليمي)

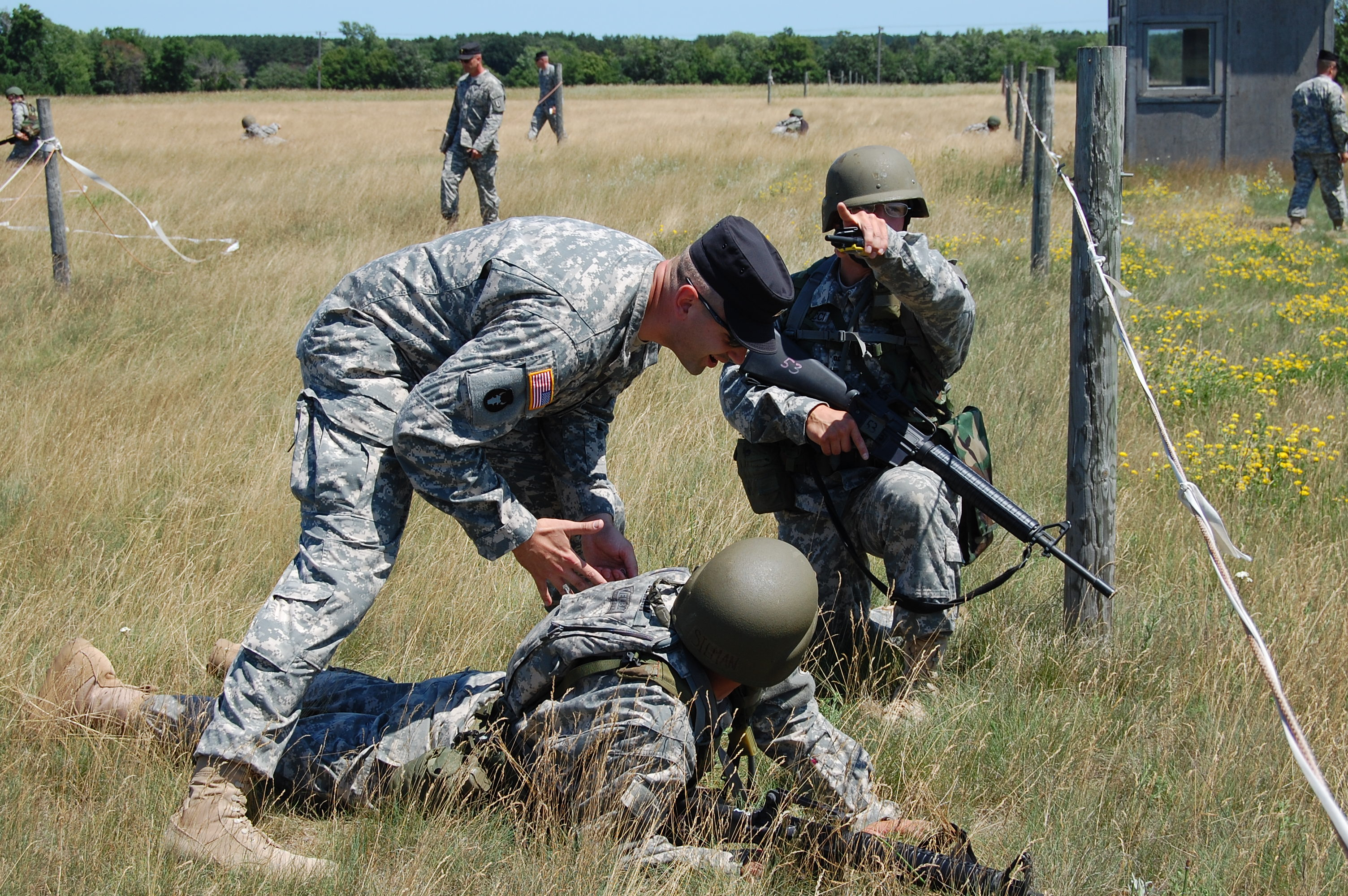
مدرب يقدم نصيحة تكتيكية لمرشح ضابط خلال تمرين تدريبي في كامب ريبلي، مينيسوتا.

يوفر معهد التدريب الإقليمي للفوج 175 الذي يقع مقره في كامب ريبلي الأسلحة القتالية والتخصص المهني العسكري والتدريب على القيادة لإعداد الجنود والوحدات للنشر عند أقصى مستويات الاستعداد القتالي.
يتكون الفوج 175 من المقر وكتيبتين: الكتيبة الأولى (مدرسة المرشح الضابط)، والكتيبة الثانية (الدراسات العامة).
في كل عام، يسافر مئات الجنود من جميع أنحاء البلاد إلى مركز كامب ريبلي للتدريب لحضور إحدى الدورات الـ31 التي يقدمها RTI 175. قدمت الدورات التدريبية تأهيل الجنود كالمشاة، وكشافة الفرسان، والمتخصصين في الرعاية الصحية، وميكانيكا المركبات ذات العجلات، ومصلحي المركبات المتعقبين.

### مركز تدريب معسكر ريبلي
مركز تدريب كامب ريبلي، يقع بالقرب من ليتل فولز، مينيسوتا، وهو عبارة عن منشأة تدريب إقليمية تبلغ مساحتها 53,000-أكر (210 كـم2) تتميز بنطاقات ومرافق لدعم متطلبات تدريب الوكالات العسكرية والمدنية.

## وصلات خارجية
- معسكر كودي - الحرس الوطني مينيسوتا WW1
- ببليوغرافيا تاريخ الحرس الوطني لجيش مينيسوتا تم جمعها من مركز التاريخ العسكري لجيش الولايات المتحدة.
- GlobalSecurity.org